# Li Qun (basket-ball)
Pour les articles homonymes, voir Li Qun.
Dans ce nom, le nom de famille, Li, précède le nom personnel.
Li Qun, (en chinois : 李 群), né le 10 novembre 1973 à Heilongjiang, en Chine, est un ancien joueur de basket-ball chinois, évoluant aux postes de meneur et d'arrière.